# Lijst van burgemeesters van Drunen
Dit is een lijst van burgemeesters van de voormalige Nederlandse gemeente Drunen tot die gemeente op 1 januari 1997 opging in de gemeente Heusden.
| Ambtsperiode | Naam burgemeester                      | Partij of stroming | Bijzonderheden     |
| ------------ | -------------------------------------- | ------------------ | ------------------ |
| 1810 - 1830  | Hendrik Ignatius Steinbach             |                    | eerst maire/schout |
| 1830 - 1844  | M.A. de Jongh                          |                    |                    |
| 1844 - 1859  | G. Vermeer                             |                    |                    |
| 1860 - 1869  | Johannes Franciscus Jansen             | Bahlmannianen      |                    |
| 1869 - 1886  | Adrianus de Jong                       |                    |                    |
| 1887 - 1893  | Gerardus (G.J.) Schreppers             |                    |                    |
| 1893 - 1923  | Kees (Cornelis) van Hulten (1855-1944) |                    |                    |
| 1923 - 1930  | mr. H.J.M. Loeff                       |                    |                    |
| 1930 - 1942  | mr. R.J.Th. van der Heijden            |                    |                    |
| 1942 - 1944  | J.Th. Ramaekers                        | NSB                |                    |
| 1944 - 1948  | mr. R.J.Th. van der Heijden            |                    |                    |
| 1948 - 1960  | Antoon (A.D.C.) Snels                  | KVP                |                    |
| 1960 - 1987  | Mr. Henk (H.J.M.) Stieger              | KVP / CDA          |                    |
| 1987 - 1994  | Henk (H.M.) Breeveld                   | CDA                |                    |
| 1994 - 1997  | drs. Henk (H.P.Th.M.) Willems          | PvdA               |                    |